# Mike Napoli
Michael Anthony Napoli (Hollywood, 31 ottobre 1981) è un ex giocatore di baseball statunitense.

## Carriera

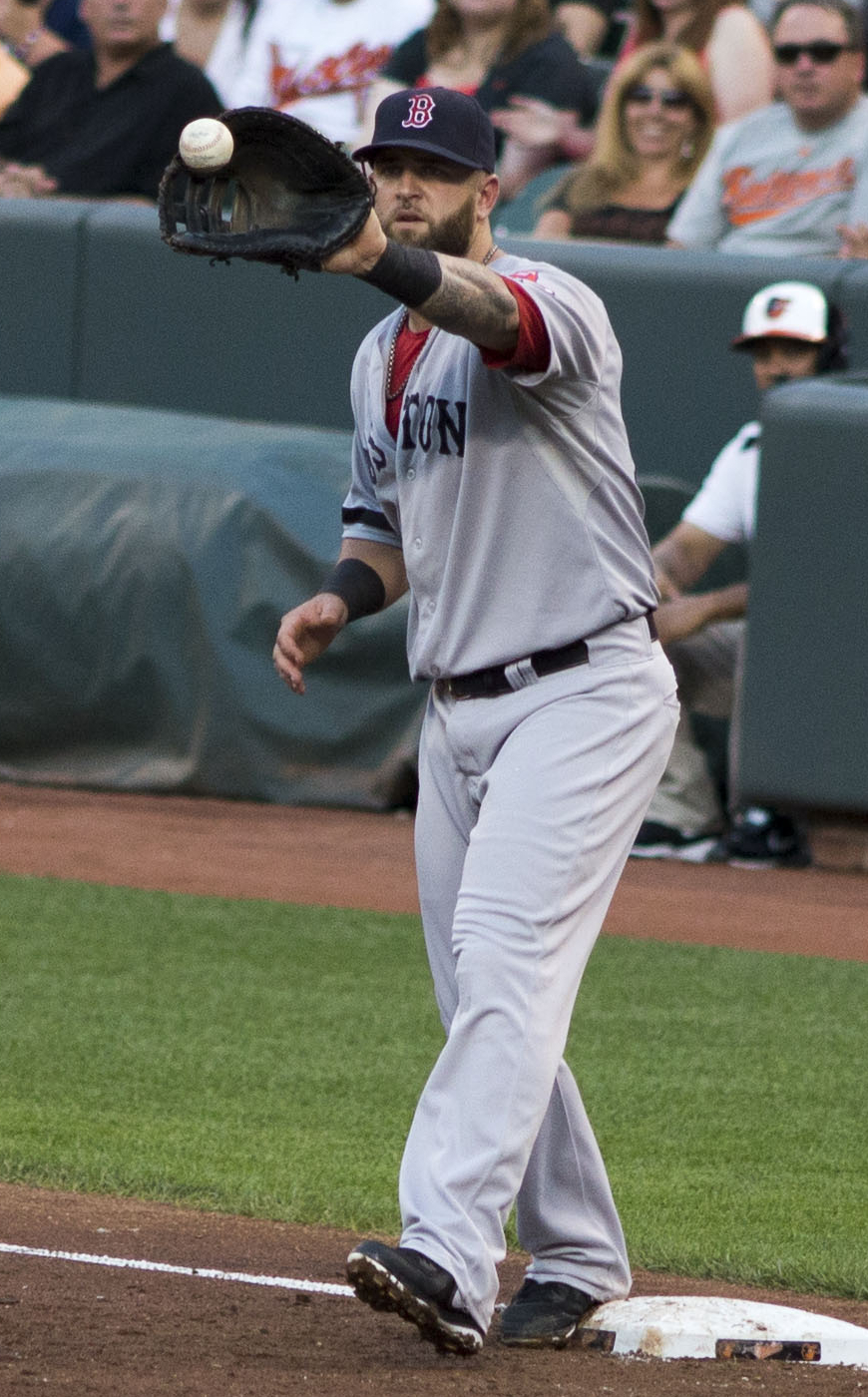
Napoli con i Red Sox nel 2013

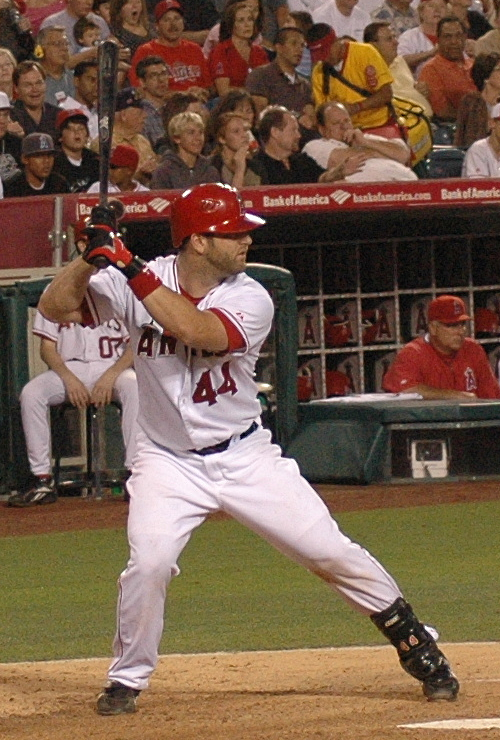
Napoli con la maglia dei Los Angeles Angels nel 2008

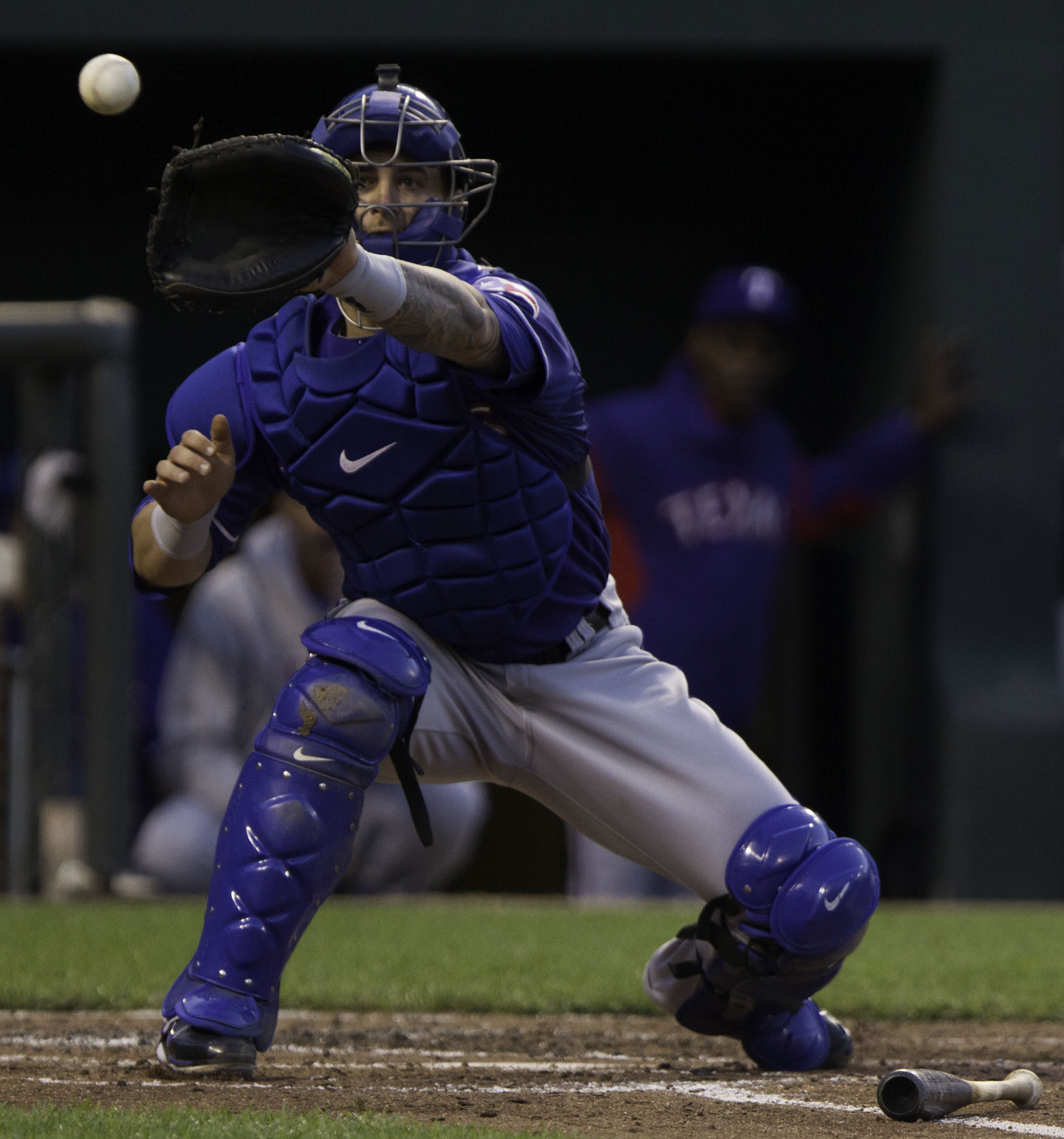
Napoli in tenuta da ricevitore per i Rangers nel 2012

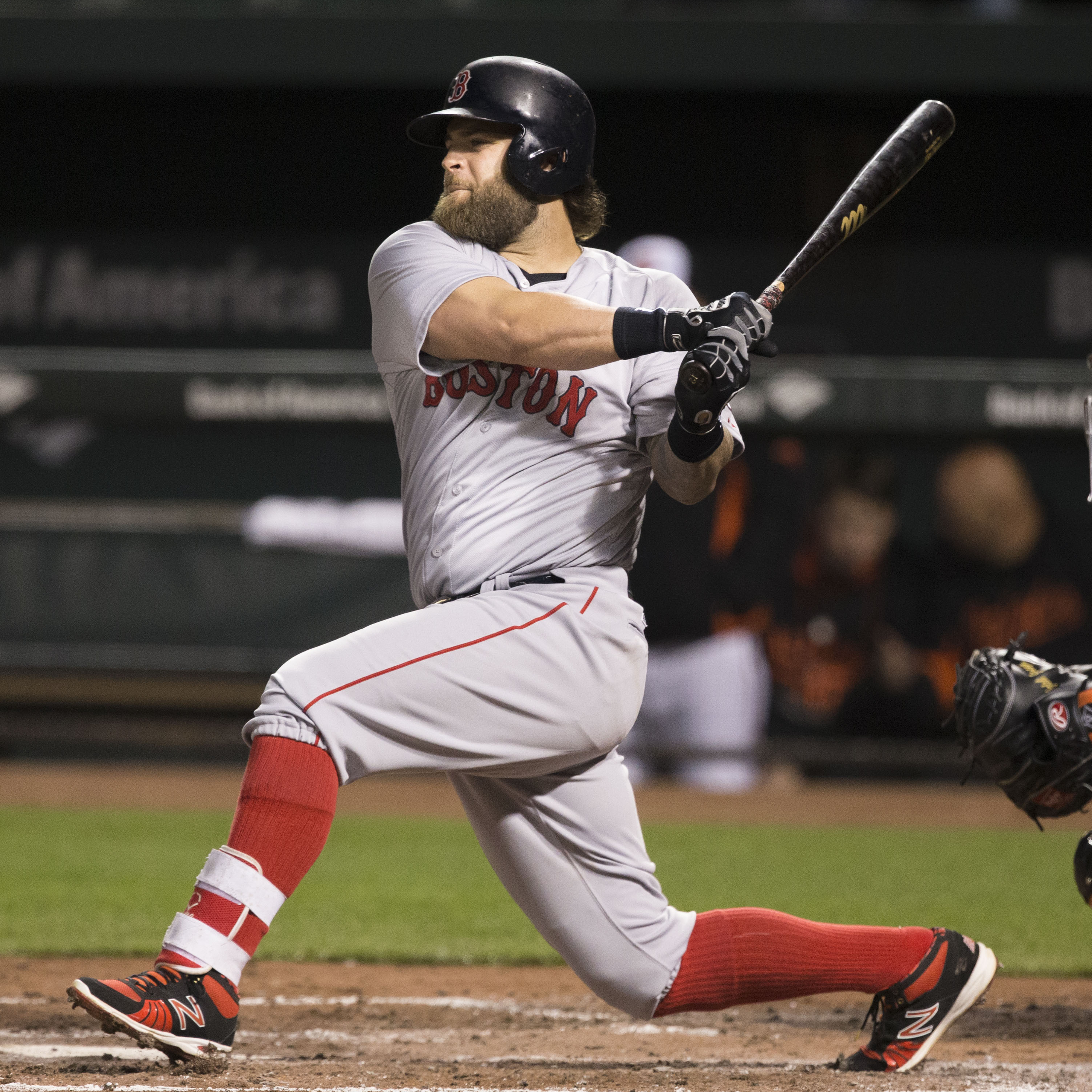
Napoli in battuta con i Red Sox nel 2015

### Inizi e Minor League
Nato a Hollywood in Florida, Napoli frequentò la Charles Flanagan High School di Pembroke Pines e venne selezionato al termine degli studi, nel 17º turno del Draft MLB 2000, dagli Anaheim Angels, che lo assegnarono nella classe Rookie.
Nella stagione 2001, giocò principalmente nella classe A e disputò le prime partite nella classe A-avanzata. Nel 2002 invece giocò l'intera stagione nella classe A, per poi passare nel 2003 nella classe A-avanzata, dove trascorse anche la stagione 2004. Nel 2005 militò esclusivamente nella Doppia-A. Iniziò la stagione 2006 nella Tripla-A.

### Major League

#### Los Angeles Angels of Anaheim
Debuttò in MLB il 4 maggio 2006, al Comerica Park di Detroit contro i Detroit Tigers, in sostituzione dell'infortunato Jeff Mathis nel ruolo di ricevitore. Schierato come titolare, Napoli colpì nel suo primo turno di battuta in assoluto, un fuoricampo, su lancio di Justin Verlander. Concluse la stagione con 99 partite disputate nella MLB e 21 nella Tripla-A.
Nel 2007 giocò esclusivamente nella MLB, apparendo in 75 incontri. Al termine della stagione regolare inoltre partecipò per la prima volta al post stagione, dove gli Angels vennero eliminati durante le division series.
Nel 2009 grazie al suo gioco offensivo sostituì l'infortunato Vladimir Guerrero come battitore designato, ruolo che ricoprì in 18 partite, mentre nel 2010, si alternò nei ruoli di ricevitore e per la prima volta di prima base, disputando rispettivamente 66 e 70 partite in ciascuna posizione. Chiuse la stagione regolare con 26 fuoricampo e 68 RBI.

#### Texas Rangers
Il 21 gennaio 2011, gli Angels scambiarono Napoli e Juan Rivera con i Toronto Blue Jays per Vernon Wells. Quattro giorni dopo, il 25 gennaio, Napoli venne scambiato dai Blue Jays con i Texas Rangers per Frank Francisco.
Con i Rangers nel 2011, Mike vinse il titolo dell'American League arrivando in finale alle World Series, poi perse contro i Cardinals per 4-3.
Sempre nel 2011, Napoli realizzò il proprio primato dell'epoca di fuoricampo, realizzandone 30 in totale.
Nel 2012, Napoli venne convocato per il suo primo All-Star Game e concluse la stagione regolare con 24 fuoricampo. Fu l'ultima stagione in cui Napoli ricoprì il ruolo di ricevitore.

#### Boston Red Sox
Durante il termine della stagione 2012 i Boston Red Sox, orfani dei partenti Adrián González e di Kevin Youkilis, decisero di puntare su Napoli, firmando un contratto triennale dal valore complessivo di 39 milioni di dollari con il giocatore, da confermare previo controllo medico per verificare le sue condizioni fisiche. La notizia infatti non venne resa pubblica subito, proprio perché lo personale tecnico dei Red Sox non era sicuro delle sue condizioni fisiche. Tuttavia il 22 gennaio 2013 venne confermato l'accordo col giocatore, ridotto però a un anno per 5 milioni più incentivi, che sarebbe andato ad occupare la posizione di prima base lasciata libera da González, fino al termine della stagione 2013.
Napoli esordì con i Red Sox il 2 aprile 2013 durante la giornata inaugurale della stagione contro i rivali New York Yankees, concludendo la partita con uno 0 su 5 alla battuta nella vittoria di Boston. Nel post stagione durante la 3ª partita dell'American League Championship Series contro i Tigers, Napoli colpì un home run su lancio di Justin Verlander, realizzando l'unico punto della partita che servì dunque alla vittoria della squadra. Al termine dell'evento divenne campione delle World Series assieme al resto della squadra.

#### Ritorno ai Texas Rangers
Il 7 agosto 2015 i Red Sox scambiarono Napoli con i Texas Rangers in cambio di una somma in denaro. Venne schierato oltre che come prima base anche come esterno sinistro. Al termine della stagione divenne free agent.

#### Cleveland Indians
Prima dell'inizio della stagione regolare, il 5 gennaio 2016, Napoli firmò un contratto di un anno per del valore di 7 milioni di dollari con i Cleveland Indians.

#### Terzo accordo con i Rangers
Il 6 febbraio 2017 firmò un nuovo contratto con i Rangers dalla durata annuale con opzione di rinnovo del club per la stagione 2018. Terminata la stagione 2017, la franchigia declinò l'opzione, rendendo Napoli free agent.

#### Ritorno agli Indians e ritiro
Il 28 febbraio 2018, Napoli firmò con gli Indians, tuttavia il 19 aprile annunciò che avrebbe saltato la stagione a causa di un infortunio al legamento crociato anteriore e al menisco. Terminò di conseguenza la stagione senza presenze in Major League e con le sole otto partite disputate nella Tripla-A in aprile. Diventato nuovamente free agent a fine stagione, l'8 dicembre 2018 Napoli annunciò il ritiro dal baseball professionistico.

## Palmares

### Club
- World Series: 1

Boston Red Sox: 2013

### Individuale
- MLB All-Star: 1

2012
- Giocatore della settimana: 3

AL: 21 aprile e 8 settembre 2013, 24 maggio 2015